# Selma (Indiana)
Selma es un pueblo ubicado en el condado de Delaware en el estado estadounidense de Indiana. En el Censo de 2010 tenía una población de 866 habitantes y una densidad poblacional de 367,03 personas por km².

## Geografía
Selma se encuentra ubicado en las coordenadas 40°11′11″N 85°16′27″O / 40.18639, -85.27417. Según la Oficina del Censo de los Estados Unidos, Selma tiene una superficie total de 2.36 km², de la cual 2.35 km² corresponden a tierra firme y (0.22%) 0.01 km² es agua.

## Demografía
Según el censo de 2010, había 866 personas residiendo en Selma. La densidad de población era de 367,03 hab./km². De los 866 habitantes, Selma estaba compuesto por el 97.23% blancos, el 0.69% eran afroamericanos, el 0.46% eran amerindios, el 0.23% eran asiáticos, el 0.23% eran isleños del Pacífico, el 0.12% eran de otras razas y el 1.04% pertenecían a dos o más razas. Del total de la población el 0.92% eran hispanos o latinos de cualquier raza.